# Mateu Desplà
Mateu Desplà, doctor en dret civil va ser rector de la Universitat de l'Estudi General.

## Biografia
Mateu Desplà va néixer al segle xvi, fou doctor en dret civil i eclesiàstic català, probablement va ser rector de la Universitat de l'Estudi General l'any 1574. Va morir a finals del segle XVI o principis del segle xvii.